# فرانك هارفي
فرانك هارفي (بالإنجليزية: Frank Harvey)‏ هو كاتب مسرحي وكاتب سيناريو وممثل أسترالي، ولد في 22 ديسمبر 1885 في المملكة المتحدة، وتوفي في 10 أكتوبر 1965.

## وصلات خارجية
- فرانك هارفي على موقع IMDb (الإنجليزية)
- فرانك هارفي على موقع ألو سيني (الفرنسية)
- فرانك هارفي على موقع أول موفي (الإنجليزية)
- فرانك هارفي على موقع قاعدة بيانات برودواي على الإنترنت (الإنجليزية)
- فرانك هارفي على موقع قاعدة بيانات الأفلام السويدية (السويدية)
- فرانك هارفي على موقع قاعدة بيانات الفيلم (الإنجليزية)
- فرانك هارفي على موقع كينوبويسك (الروسية)